# 3 Engel für Charlie – Volle Power
3 Engel für Charlie – Volle Power (Originaltitel: Charlie’s Angels: Full Throttle) ist ein im Jahr 2003 veröffentlichter Actionfilm und die Fortsetzung von Drei Engel für Charlie aus dem Jahr 2000. Die Hauptrollen wurden, wie im ersten Teil, von Cameron Diaz, Drew Barrymore und Lucy Liu übernommen. In einer Nebenrolle tritt Demi Moore als ehemaliger Engel für Charlie auf.

## Handlung
In diesem Film haben die Engel den Auftrag, zwei gestohlene Titanringe aufzuspüren. Werden diese Ringe in einer speziellen Maschine zusammengesetzt, erscheint eine Liste mit Namen von Personen aus einem Zeugenschutzprogramm. Es zeigt sich, dass einer der Engel – Dylan – selbst in diesem Programm ist. Der Dieb wird versuchen, die Ringe an die Mafia zu verkaufen.
Madison Lee, die als Engel ausgestiegen war, nachdem sie bei einem Auftrag auf eigene Faust gehandelt hatte, dabei angeschossen wurde und nur knapp überlebte, beauftragt den gerade aus dem Gefängnis entlassenden Seamus O’Grady, Dylan und die restlichen Engel ausfindig zu machen und zu beseitigen. Dylan war mit Seamus zusammen, bis dieser jemanden erschoss. Er drohte Dylan, sie zu töten, wenn sie ihn verraten würde, sie tat es, und die O’Gradys schworen Rache.
Die Engel schaffen es, Seamus und seinen Komplizen die Titanringe abzujagen, Dylan musste jedoch im Kampf gegen den brutalen Seamus viel einstecken, außerdem droht Seamus, Dylan und ihre Freundinnen zu töten, deshalb steigt Dylan zunächst als Engel aus, um ihre Freundinnen zu schützen. Sie nehmen den Kampf gegen Madison und Seamus auf und werden dabei von ihrem Kollegen Bosley unterstützt. Dylan besiegt Seamus im Zweikampf und tötet ihn. Madison wird nach einem letzten Kampf mit den Engel durch entzündetes Gas verbrannt. Die Engel nehmen die Titanringe, die Madison gestohlen hatte, an sich und gehen auf eine große Party.

## Ausstrahlung in Deutschland
Die Free-TV-Premiere in Deutschland fand am 12. Februar 2006 auf ProSieben statt. Diese verfolgten insgesamt 4,01 Millionen Zuschauer bei 10,9 Marktanteil. Der Marktanteil in der werberelevanten Zielgruppe lag bei 19,2 Prozent.

## Auszeichnungen
Der Film erhielt im Jahr 2004 die Goldene Himbeere in den Kategorien Schlechteste Neuverfilmung oder Fortsetzung und Schlechteste Nebendarstellerin für Demi Moore. Er wurde in fünf weiteren Kategorien für die Goldene Himbeere nominiert, darunter für Drew Barrymore und Cameron Diaz sowie in der Sonderkategorie Konzepte ohne Inhalt.
Demi Moore gewann 2004 den MTV Movie Award Mexico, Cameron Diaz wurde für den gleichen Preis nominiert. Der Film wurde außerdem für drei MTV Movie Awards nominiert, darunter eine Nominierung für Demi Moore.
Cameron Diaz gewann 2004 den Imagen Foundation Award und wurde für den Kids’ Choice Award nominiert. Ed Shearmur gewann 2004 den BMI Film Music Award.

## Hintergrund
In einem Cameo-Auftritt erscheint Jaclyn Smith in der Rolle der Kelly Garrett aus der Originalserie der 1970er Jahre. Bereits beim ersten Kinofilm aus dem Jahr 2000 hatten die Produzenten versucht, Darstellerinnen aus der Serie für Gastauftritte zu gewinnen; damals hatten jedoch alle abgelehnt. Außerdem gab es Gastauftritte von vielen Prominenten wie z.B:
Bruce Willis als William Rose Bailey, Carrie Fisher als Mutter Oberin, The Pussycat Dolls als The Treasure Chest Dancers, Mary-Kate und Ashley Olsen als mögliche Nachfolgerinnen von Dylan, Pink als MotoCross-Chefin, sowie Chris Pontius (Jackass) als irischer Handlanger.
Mit 3 Engel für Charlie – Volle Power durchbrach Cameron Diaz nach Julia Roberts die Gagengrenze von 20 Millionen US-Dollar.
Der Film erzielte an den amerikanischen Kinokassen Einnahmen von 101 Mio. US-Dollar bei einem Budget von ca. 120 Millionen Dollar. Durch seine Einspielergebnisse außerhalb der USA (159 Mio. US-Dollar) machte der Film Profit.
Auch in dieser Fortsetzung verleiht John Forsythe dem Auftraggeber Charlie seine Stimme, wie schon in der Fernsehserie und im ersten Teil.
In einer Szene am Anfang des Films liefert sich Dylan ein Wetttrinken mit einem Mongolen, womit eine Szene aus Jäger des verlorenen Schatzes nachgeahmt wird.
Hugh Hefners „Playboy-Mansion“ ist Kulisse des Waisenhauses, in dem die drei Engel Nachforschungen zum „Klappergestell“ (original: Thin Man) anstellen.
Das Promotionmaterial des im Film vorkommenden fiktiven Films Maximum Extreme 2 ist eine genaue Nachbildung des Promomaterials zu Mission: Impossible II.

## Synchronisation
Die deutsche Fassung entstand in den Studios der R.C. Production Rasema Cibic in Berlin. Das Dialogbuch schrieb Joachim Tennstedt. Für die Regie war Andreas Pollak verantwortlich.
| Darsteller      | Rolle                       | Synchronsprecher      |
| --------------- | --------------------------- | --------------------- |
| Cameron Diaz    | Natalie Cook                | Katrin Fröhlich       |
| Drew Barrymore  | Dylan Sanders               | Nana Spier            |
| Lucy Liu        | Alex Munday                 | Claudia Lehmann       |
| Luke Wilson     | Pete Komisky                | Uwe Büschken          |
| John Cleese     | Alex’ Vater                 | Thomas Danneberg      |
| Bernie Mac      | Jimmy Bosley                | Jan Odle              |
| Matt LeBlanc    | Jason                       | Charles Rettinghaus   |
| Crispin Glover  | Thin Man („Klappergestell“) | Claus-Peter Damitz    |
| Justin Theroux  | Seamus O’Grady              | Marcus Off            |
| Robert Patrick  | Ray Carter                  | Thomas Rauscher       |
| Demi Moore      | Madison Lee                 | Katja Nottke          |
| Rodrigo Santoro | Randy Emmers                | Stumm                 |
| Pink            | Chefin des Motocross        | Veronika Neugebauer   |
| Eve             | Natalie-Nachfolge           | n.n.                  |
| Ashley Olsen    | Nachfolge-Engel             | Beate Pfeiffer        |
| Mary-Kate Olsen | Nachfolge-Engel             | Ute Bronder           |
| Jaclyn Smith    | Kelly Garrett               | Susanne Wirtz         |
| Shia LaBeouf    | Max                         | Johannes Wolko        |
| Bruce Willis    | William Rose Bailey         | Manfred Lehmann       |
| Tommy Flanagan  | Irischer Handlanger         | Gudo Hoegel           |
| Ja’net DuBois   | Jimmy’s Mutter              | Eva Maria Bayerwaltes |
| John Forsythe   | Charlie (Stimme)            | Otto Mellies          |

## Kritik
„Der mit teilweise atemberaubenden Kampfszenen choreografierte Actionfilm will sich selbst nicht sonderlich ernst nehmen und übertreibt seine Inszenierungsorgien mitunter bis zur Selbstgefälligkeit. Handwerklich und darstellerisch perfekt, doch ohne überzeugenden Plot und einer allzu simplen Logik verpflichtet.“

„Schneller, lauter, sinnloser: Die Fortsetzung der knalligen Actionposse ‚3 Engel für Charlie‘ folgt exakt dem Muster des Originals, das vor drei Jahren attraktives Action-Posing mit einem aufreizenden Nichts an Handlung zu verbinden wusste. […] [Die Engel verzichteten] auf jedweden nostalgischen Firlefanz [… und schreckten] vor keinem Hirnriss-Blödsinn zurück.“